# Ina Schmidt
Ina Schmidt (* 1973 in Flensburg) ist eine deutsche Kulturwissenschaftlerin und Philosophin. Sie arbeitet als Autorin und Referentin für  Bildungsinstitutionen und Netzwerke und hat  philosophische Sachbücher für Erwachsene und Kinder veröffentlicht. Eines ihrer Hauptanliegen liegt darin, philosophische Perspektiven und Methoden als Teil eines menschlichen Bildungsprozesses zu vermitteln, der sich auf die existenziellen Fragen persönlicher wie gesellschaftlicher Lebensgestaltung richtet.

## Werdegang
Ina Schmidt wurde 1973 in Flensburg geboren und studierte bis 1998 Kulturwissenschaften mit dem Schwerpunkt Sprache und Kommunikation an der Universität Lüneburg. Ihr Studium schloss sie mit einer Magisterarbeit zur Bedeutung des Lebensbegriffs in der philosophischen Strömung der Lebensphilosophie im 19. und 20. Jahrhundert ab. Diese Arbeit, die von der frühromantischen Gegenbewegung zur Aufklärung bis zur Krisenphilosophie der Existenzphilosophie reichte, bildete die Grundlage für ihre weiteren Forschungen an der Universität Lüneburg. Von 1999 bis 2004 war Schmidt dort als wissenschaftliche Mitarbeiterin im Bereich Sprache und Kommunikation am Institut von Christoph Jamme in Forschung und Lehre beschäftigt und wurde 2004 mit ihrer Dissertation zum Einfluss der Lebensphilosophie auf das frühe Denken Martin Heideggers promoviert.
2005 gründete sie die denkraeume, um ihre Forschungen nicht nur akademisch zu vertiefen, sondern im Austausch mit interdisziplinären Fragestellungen und Anliegen des täglichen Lebens auf den Prüfstand zu stellen. Die denkraeume sind eine Initiative für philosophische Praxis und bilden die Überschrift für Schmidts Anliegen, philosophisches Denken in unterschiedlichen gesellschaftlich Kontexten und Disziplinen zur Anwendung kommen zu lassen. Sie engagiert sich dafür in Bildungsprojekten und ist Referentin u. a. für die Liechtenstein Academy und das Netzwerk Ethik heute, sowie Teil des Ideenrates des Zentrums für gesellschaftlichen Fortschritt in Frankfurt. Außerdem ist sie Mitglied der internationalen Gesellschaft für philosophische Praxis und schreibt für das philosophische Feuilleton auf Deutschlandradio Kultur. Darüber hinaus war sie zeitweilig Autorin für verschiedene Magazine u. a. Hohe Luft und Spiegel Wissen und Kolumnistin für die Zeitschrift emotion. Zudem war sie zwischen 2018 und 2020 als Lehrbeauftragte an der Universität Rostock und der professional school der Leuphana Universität beschäftigt.

## Philosophieren mit Kindern
Einen besonderen Schwerpunkt in Ina Schmidts Arbeit bildet das „Philosophieren mit Kindern“, für das sie sich u. a. im Rahmen des Projekts „Gedankenflieger“ des Literaturhauses Hamburg einsetzt. Seit 2018 ist sie Teil des Referententeams. In den Veranstaltungen wird mit Kindern der Klassen 1–4 zu großen philosophischen Begriffen und Fragen gearbeitet, die jeweils ein eigenes Jahresthema bilden (z. B. Identität, Freiheit, Wahrheit, Freundschaft).

## Leben
Ina Schmidt ist verheiratet und Mutter von drei Kindern und lebt mit ihrer Familie in Reinbek bei Hamburg.

## Publikationen (Auswahl)

### Sachbücher
- Dissertation: Vom Leben zum Sein. Der Einfluss der Lebensphilosophie auf das frühe Denken Martin Heideggers, Königshausen und Neumann, Würzburg 2004.
- Macht denken glücklich? Verlag Kamphausen, Bielefeld 2010.
- Alles in bester Ordnung. Oder wie wir lernen, das Chaos zu lieben, Ludwig Verlag, München 2011.
- Auf die Freundschaft. Eine philosophische Begegnung oder wie aus Menschen Freunde werden, Ludwig Verlag, München 2014.
- Das Ziel ist im Weg. Eine philosophische Suche nach dem Glück, Lübbe, Köln 2017.
- Über die Vergänglichkeit. Eine Philosophie des Abschieds, Edition Körber, Hamburg 2019.
- Die Kraft der Verantwortung. Eine Haltung mit Zukunft, Edition Körber, Hamburg 2021.
- Wofür es sich zu denken lohnt. Ein philosophischer Wegweiser für unsichere Zeiten, Rowohlt, Hamburg 2025.

### Kinder- und Jugendbücher
- Phil und Sophie. Kleine und große Fragen an die Welt, Carlsen Verlag, Hamburg 2016.
- Phil und Sophie, Band 2. So viele Fragen an die Welt, Carlsen Verlag, Hamburg 2018.
- Das kleine Ich auf der Suche nach sich selbst, Carlsen Verlag, Hamburg 2021.
- Wo bitte geht´s zum guten Leben? Carlsen Verlag Hamburg, erscheint im August 2022.

### Aufsätze
- Ins Offene denken lernen. Verantwortung entsteht mit der menschlichen Begabung, Antworten zu finden. Ein Essay, 20. Dezember 2021, change X
- In ewiger Treue – vom Beharrungsvermögen der Freundschaft, in: Treue und Vertrauen. Handbuch für Pflege-, Gesundheits- und Sozialberufe, hrsg. von Thomas Hax-Schoppenhorst und Michael Herrmann, Hogrefe Verlag, Bern 2020
- Die innere Meisterschaft: Wie die Philosophie dabei hilft, unser Leben zu meistern. in: Visionäre von heute – Gestalter von morgen. Inspirationen und Impulse für Unternehmer, hrsg. von Alexandra Hildebrandt und Werner Landhäußer, erschienen bei Springer&Gabler, Berlin 2018
- Was ist ein gutes Leben in einer digitalen Welt? in: CSR und Digitalisierung. Der digitale Wandel als Chance und Herausforderung für Wirtschaft und Gesellschaft, hrsg. von Alexandra Hildebrandt und Werner Landhäußer, erschienen bei Springer&Gabler, Berlin 2017
- Die Idee der Selbstsorge in der Philosophischen Praxis. in: Philosophische Praxis als Existenzmitteilung, Jahrbuch der Internationalen Gesellschaft für philosophische Praxis, Band 6 (2015)
- Der Glaube an das Leben. Die Denkerin Lou Andreas-Salomé, in: Handbuch der Lebensphilosophie Bd. 7, hrsg. von Robert Kozljanic, Ute Gahlings und Heidemarie Bennent-Vahle, München 2014.